# Dendrobium scopula
Dendrobium scopula är en orkidéart som beskrevs av Rudolf Schlechter. Dendrobium scopula ingår i släktet Dendrobium, och familjen orkidéer. Inga underarter finns listade i Catalogue of Life.